# 伸展蟹海葵
伸展蟹海葵（学名：Cancrisocia expansa）为海葵科蟹海葵属的动物。分布于日本以及中国南海、香港等海域。